# مارتن باور
مارتن باور (بالإنجليزية: Martin Power)‏ هو لاعب قذف أيرلندي، (ولد في Callan, County Kilkenny ‏ في جمهورية أيرلندا 1899  م).